# Behelmt
Behelmt ist in der Heraldik ein Fachbegriff.
Wenn auf dem Kopf eines Wappentieres ein Helm aufgesetzt ist, wird die Figur mit behelmt beschrieben. Bevorzugte Wappentiere sind Adler, Bär und Löwe. Die Art des Helmes sollte in der Wappenbeschreibung erwähnt werden.
Der Begriff wird auch in der Erweiterung verkappt verwendet. Hier wird der Helm der Wappenfigur vollständig über den Kopf gestülpt. Es sind aber auch andere Rüstteile möglich und dann wird von geharnischt gesprochen.
Auch das Wappen, auf dem ein Helm ruht, wird gelegentlich als behelmter Schild bezeichnet. Bevorzugte Wappentiere sind Adler, Bär und Löwe. Die Art des Helmes sollte in der Wappenbeschreibung erwähnt werden.
Auch das Wappen, auf dem ein Helm ruht, wird gelegentlich als behelmter Schild bezeichnet.
Beispiele

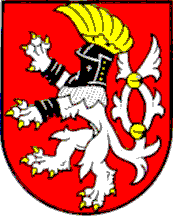
Behelmter Böhmischer Löwe im Wappen von Ústí nad Labem
Adler mit über den Kopf gestülpten Spangenhelm Wappen von Prenzlau
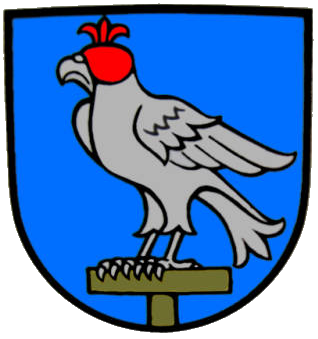
Verkappter Falke im Wappen von Falkau
Löwe mit Fähnchen besteckten Helm im Wappen von Haynrode
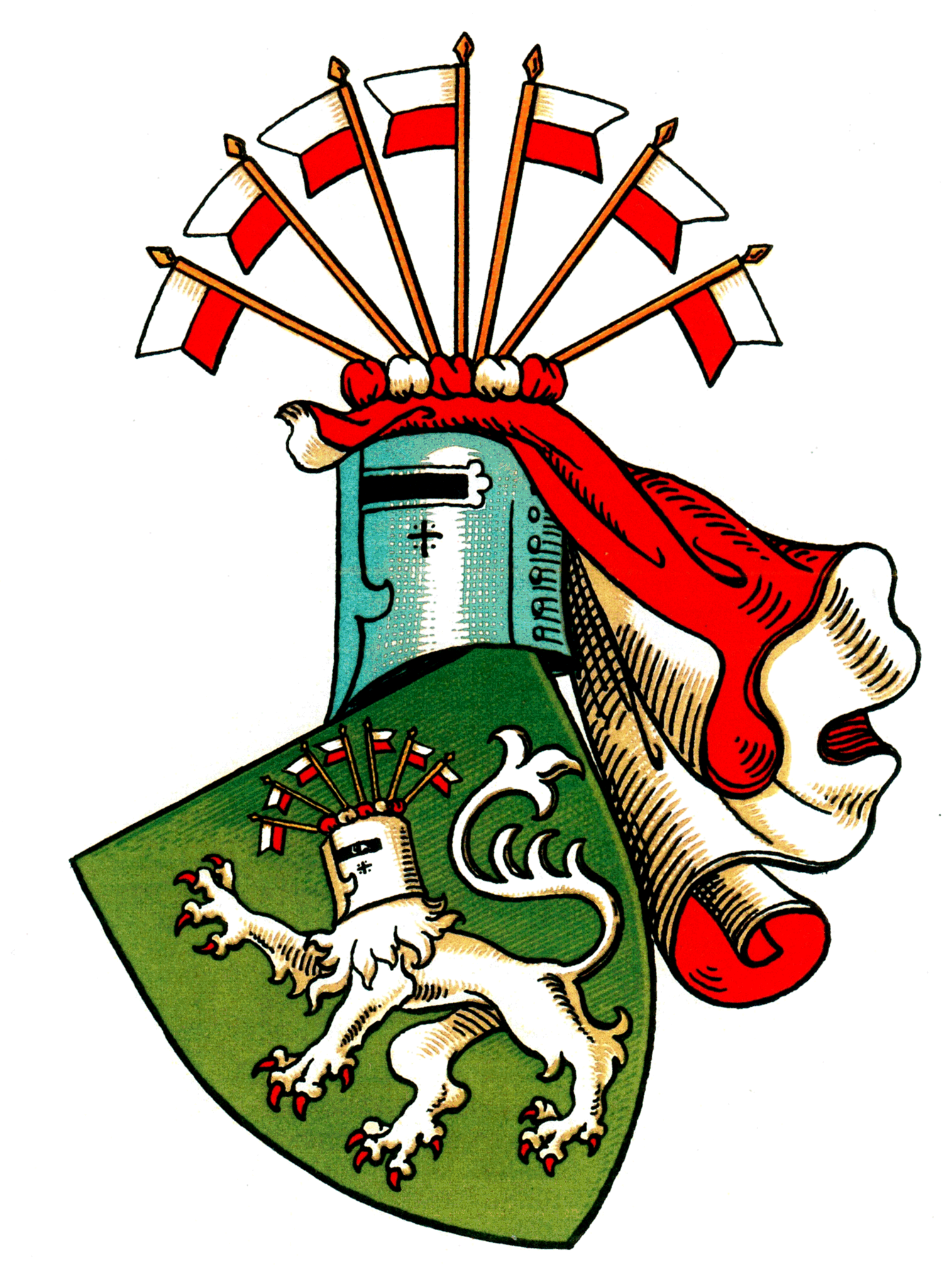
Bültzingslöwen ein thüringisches Uradelsgeschlecht

Der heraldische Fachbegriff findet sich auch bei der Beschreibung von Bauwerken wieder. Hier wird mit behelmt das Dach eines Gebäudes, wie Turm, Kirche oder Türmchen auf einer Mauer, blasoniert. 

Rot behelmter Turm im Wappen Dohnas